# محمد عمر (صحفي مصري)
محمد عمر (20 سبتمبر 1991) صحفي واستشاري متخصِّص في مجال الإعلام الرقمي. يشغل حاليًا منصب مدير شراكات الأخبار في ميتا (فيسبوك سابقًا) في منطقة الشرق الأوسط وشمال أفريقيا منذ يناير 2019. في عام 2013 شغل منصب مدير تحرير موقع في الفن لمدة ثلاث سنوات. ثم في عام 2016 عمل استشاريًّا لدى تويتر منطقة الشرق الأوسط وشمال إفريقيا حتى 2018.

## حياته
ولد محمد في القاهرة وتخرج في كلية الآداب (جامعة القاهرة) قسم التاريخ عام 2012. بدأ حياته المهنية محررًا بجريدة وشوشة الفنية، وأجرى العديد من الحوارات الصحفية مع عدد كبير من الفنانين والمشاهير العرب منهم تامر حسني، ومحمد حماقي، وأنغام، وسميرة سعيد، ووائل جسار، ورامي عياش، وسامو زين، وميريام فارس، ورامي صبري، وجاد شويري، وآمال ماهر، وإيهاب توفيق، وعمرو أديب، ومحمد أبو تريكة وغيرهم.
تعاون عمر مع عدة مجلات فنية عربية، وعمل في اتحاد الإذاعة والتلفزيون المصري كمعد ومراسل تلفزيوني في شوشرة (برنامج تلفزيوني) (نسخة مصرية من البرنامج الترفيهي الشهير The Insider) على قناة النيل لايف لمدة 10 شهور (مايو 2010 إلى يناير 2011)، وفي ابريل 2013 شغل منصب مدير تحرير في الفن (موقع ويب) لمدة ثلاث سنوات.

كما عمل استشاريًّا لشراكات المحتوى لدى تويتر - منطقة الشرق الأوسط وشمال إفريقيا، في الفترة بين ابريل 2016 وديسمبر 2018، ضمن فريق «الشراكات الإعلامية» الذي يعزِّز جهود الشركة في إبرام شراكات تهدف إلى توفير المحتوى في قطاعات الأخبار والرياضة والتلفزيون والترفيه.
يشغل حاليًا منصب مدير شراكات الأخبار في ميتا (فيسبوك سابقًا) في منطقة الشرق الأوسط وشمال أفريقيا منذ يناير 2019.